# 2010年新不列颠岛地震
2010年新不列顛地震，是一場從2010年7月18日開始發生於巴布亞紐幾內亞的新不列顛的地震，18日當天發生了7.3級地震。而另一次地震為6.9級。此地震曾引發一次後來被取消的海嘯警報。據報導，地震災區內有許多房屋倒塌。之後有三次5級以上的餘震，其中最大為5.3級。